# Mare de Déu de Savila
El Santuari de Santa Maria de Savila és una església de Castellar de la Ribera (Solsonès) inclòs a l'Inventari del Patrimoni Arquitectònic de Catalunya. Te la categoria de santuari marià, ja que s'hi venera la imatge de la Mare de Déu de Savila.

## Situació
Es troba a la part nord-oest del terme municipal, al marge dret de la Ribera Salada, als camps del sud de la serra de Comardons. S'alça a uns 150 metres de la masia de la Vila de Perdiguers, que queda al nord.
S'hi accedeix des del punt quilomètric 89,2 de la carretera C-26 (42° 01′ 26″ N, 1° 22′ 18″ E / 42.023787°N,1.371566°E). Es pren la pista que surt en direcció nord. Immediatament es bifurca i s'agafa la pista de l'esquerra. Als 400 metres, en un encreuament, es continua recte, deixant el desviament a la dreta. Es passa pel mig d'un camp de conreu i als 750 metres s'arriba a l'església.

## Descripció

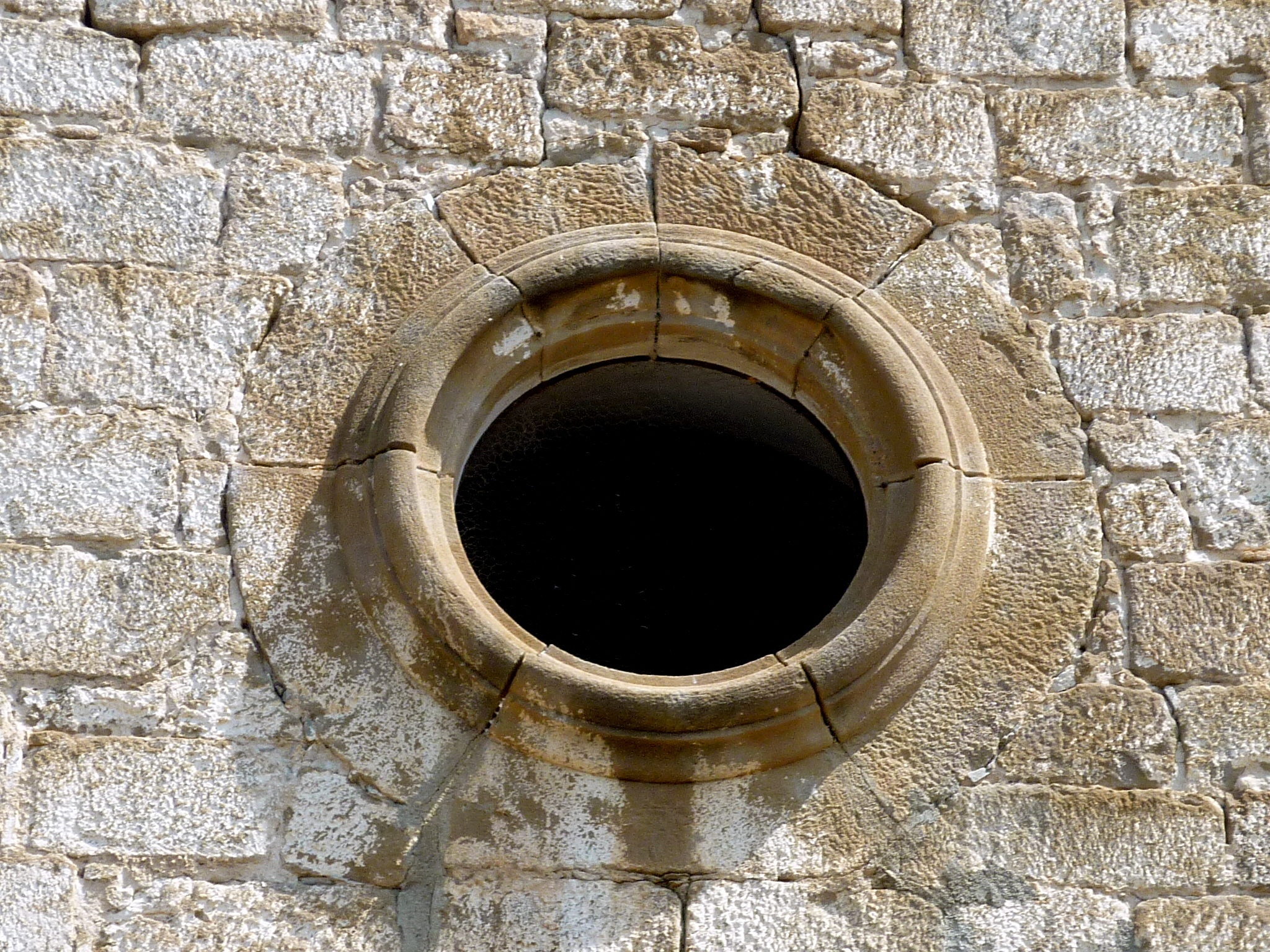
Ull de bou

L'actual edifici està situat a 800 metres del primitiu, sobre la font de la Mare de Déu, vora el camí. Es tracta d'una sola nau rectangular, sense absis. A prop seu, hi ha un altre edifici construït l'any 1866.
Destaca el campanar d'espadanya, amb dues finestres cobertes amb voltes de mig punt i arcs adovellats. Al frontis hi ha un ull de bou, construït de diferents pedres. El parament està format per carreus escudejats i rebles de totes mides.